# 서이라
서이라(1992년 10월 31일~)는 대한민국의 쇼트트랙 선수이다. 2018년 동계 올림픽 쇼트트랙 남자 1000m에서 동메달을 획득하였다.

## 생애
서이라는 2011년 세계 주니어 선수권 대회에서 종합 1위를 차지하면서 대한민국 쇼트트랙 유망주로 떠올랐다. 하지만 같은 해 국가대표 선발전에서는 6위에 머무르며 대표팀에 합류하지 못한다. 그러나 부상을 입은 이정수를 대신해 다시 국가대표의 기회를 잡게 되지만, 좋은 성적을 보여주진 못했다. 당시 서이라는 쇼트트랙 월드컵 경기를 통틀어 1,000m에서 동메달 하나를 목에 걸고 시즌을 마무리한다. 그것은 슬럼프의 시작이었다. 이후 서이라는 3년 연속으로 태극 마크를 달지 못한다. 그가 다시 살아난 건 2014-15시즌에 이르러서다. 국가대표로 복귀한 그는 시즌 쇼트트랙 월드컵 500m, 1,000m에서 금메달 2개를 목에 걸며 화려하게 복귀한다. 특히 대한민국 쇼트트랙의 취약 종목으로 꼽히는 500ｍ에서 메달을 획득해 새로운 희망으로 떠올랐다. 슬럼프를 극복한 뒤로는 상승 가도를 달렸다. 2017년 세계 쇼트트랙 선수권 대회에서 남자 1,000m 금메달, 3,000m 슈퍼 파이널 은메달, 남자 5,000m 계주·남자 1,500m·남자 500m에서 동메달을 따내 모두 5개의 메달을 차지하는 기염을 토한다. 그 대회의 남자부 종합 우승도 당연히 서이라의 몫이였으며, 이로 인해 국가대표 선발전을 거치지 않고 2018년 동계 올림픽 출전 티켓을 따냈다. 시니어 데뷔 7년 만에 올림픽 출전 기회를 얻은 것이다. 그리고 결국 2018년 동계 올림픽 쇼트트랙 남자 1000m에서 동메달을 획득하기에 이른다.
한편 그의 한국체육대학교 입학 동기이자, 훈련 도중 미끄러져 어깨와 팔꿈치가 부러지고, 치료 과정에서 악성 종양인 골육종 진단을 받은 뒤 투병중에 세상을 떠난 노진규와의 인연이 주목을 받았다. 공교롭게도 친구이자 대학 동기인 노진규가 세상을 떠난 바로 그 날 서이라는 국가대표 2차 선발전에서 종합 99점을 따내 남자부 정상에 올랐다. 곧이어 2017년 3월엔 네덜란드 로테르담에서 열린 2017년 세계 쇼트트랙 선수권 대회에서 남자 개인종합 우승을 차지했다. 6년 전 노진규가 차지했던 세계선수권 남자 개인종합 우승을 그가 이어받은 것이다. 그는 자국에서 열리는 2018년 동계 올림픽에 앞서 친구 노진규를 위해 최선을 다하고 싶다는 뜻을 밝히기도 했다.

## 사건사고
2018년 동계 올림픽에서 메달을 획득한 이후 중국과 대한민국 네티즌들로부터 악플 공격을 받는다. 중국 선수인 한톈위의 반칙과 실격으로 구제를 받아 준준결승에 올기 때문이였다. 이에 화가 난 중국 네티즌들이 9만 개가 넘는 댓글을 남겼다. 이에 서이라는 "니 하오 워 아이 니(你好? 我爱你。; 안녕하세요? 저는 당신들을 사랑합니다.)"라는 댓글로 답했다.
대한민국 네티즌들은 '대한민국 선수 3명이 맞붙은 준준결승에서 서이라가 임효준과의 한국체육대학교 학연에 맞춰 짜고 황대헌(부흥고등학교)을 탈락시키게 했다는 것과 결승에서 서이라가 레이스 중 임효준의 추월을 막아 금메달을 무산시켰다는 내용이 대부분이다. 그러나 이는 근거가 부족한 비난이다. 경기 내용을 보면 일부러 짜고 소기의 성적을 거두려 한 의도는 찾아보기 어렵다. 오히려 예전 한국 쇼트트랙의 병폐였던 짜고 행하는 행태에서 벗어난 선의의 경쟁이 펼쳐진 모양새였기 때문이다. 쇼트트랙 관계자들은 “계주 등 단체전이 아닌 개인전의 특성을 고려하지 않은 비난이다. 경기 도중 언제든 일어날 수 있는 일이다”고 말했다.

## 같이 보기
- 노진규